# Daniel Stamm
Daniel Stamm (nascut el 20 d'abril de 1976 a Hamburg), és un cineasta alemany. És més conegut per dirigir les pel·lícules de terror L'últim exorcisme (2010), 13 Sins (2014) i Prey for the Devil (2022).

## Carrera
Stamm va créixer a Hamburg-Langenhorn i va assistir al Gymnasium Heidberg. Més tard va estudiar guió durant quatre anys a la Film Academy Baden-Württemberg a Ludwigsburg. Després va estudiar direcció durant dos anys i mig a l'American Film Institute (AFI) a Los Angeles. En acabar els estudis, va realitzar el pseudo-documental A Necessary Death, amb el qual va guanyar el premi del públic a l'AFI Fest 2008. Aleshores se li va demanar a Daniel Stamm que fes una pel·lícula de terror d'estil documental. Stamm va acceptar i va disparar L'últim exorcisme. La pel·lícula, produïda per Eli Roth entre d'altres, es va estrenar el juny de 2010 al Festival de Cinema de Los Angeles i es va estrenar als cinemes alemanys el 30 de setembre de 2010.
El juny de 2010, estava programat per dirigir Reincarnate (abans Twelve Strangers), que es va anunciar que seria la segona entrega de la trilogia The Night Chronicles, de la que seria la primera pel·lícula Devil.

## Filmografia

### Cinema
| Any  | Títol                | Director | Guionista | Notes                |
| ---- | -------------------- | -------- | --------- | -------------------- |
| 2000 | Vergessene Ritter    | No       | Sí        | Curtmetratge         |
| 2004 | Off Hollywood & Vine | Sí       | No        | Curtmetratge         |
| 2008 | A Necessary Death    | Sí       | Sí        | Debut com a director |
| 2010 | L'últim exorcisme    | Sí       | No        |                      |
| 2014 | 13 Sins              | Sí       | Sí        |                      |
| 2022 | Prey for the Devil   | Sí       | No        |                      |

### Televisió
| Any  | Títol                 | Director | Guionista | Notes                                          |
| ---- | --------------------- | -------- | --------- | ---------------------------------------------- |
| 2014 | Intruders             | Sí       | No        | 4 episodis                                     |
| 2016 | Scream                | Sí       | No        | Episodi: "Happy Birthday to Me"                |
| 2016 | Incorporated          | Sí       | No        | Episodi: "Profit and Loss"                     |
| 2017 | Fear the Walking Dead | Sí       | No        | Episodi: "Burning in Water, Drowning in Flame" |
| 2019 | Into the Dark         | Sí       | No        | Episodi: "Down"                                |
| 2021 | Them                  | Sí       | No        | Episodi: "Day 4"                               |